# Hacht (Gefängnis)

Hacht – Blick nach Süden (vor 1893)

Die Hacht (oder „Haicht“) war ein erzbischöfliches Gericht und Gefängnis und lag auf der heutigen Domplatte in Köln.

## Entstehungsgeschichte

Hachtpforte – Am Hof 17 (links Bingerhaus, hinter der als „Hotel Francfort“ dienenden Hacht das Dom-Hotel), um 1890

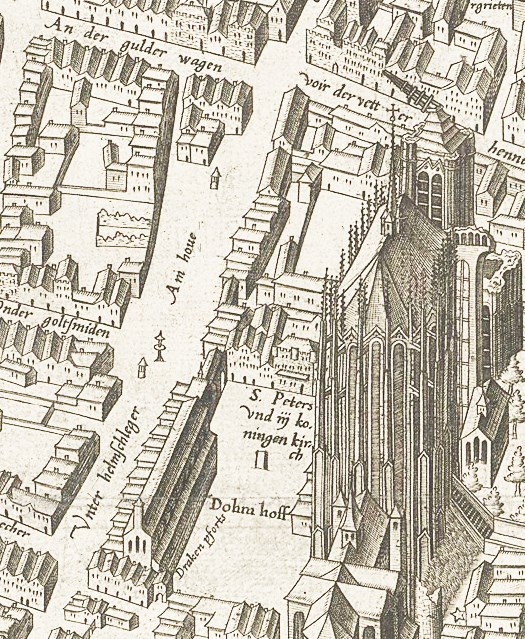
Arnold Mercator – Kölner Stadtansicht von 1570 (südliches Domvorfeld)

Ihr Name leitete sich von „Haft“ ab, das Wort machte einen Lautwandel von „ft“ zu „cht“ durch. Der Ursprung der Hacht geht auf das 1165 unter Erzbischof Reinald von Dassel entstandene Hachttor zurück. Es lag am heutigen Domhof 9 / Am Hof 17; der Domhof war zu jener Zeit von Unkraut bewachsen und von einer übel riechenden Kloake durchzogen. Das Hachttor bildete die südliche Grenze der Domimmunität, der Grenze des Bischofsbezirks mit dem Dom. Der heutige Straßenname „Am Hof“ erinnert hieran und markiert die alte Grenze. Das Hachtgebäude entstand durch die Verbindung des im Jahre 1165 errichteten Hachttores mit einigen benachbarten Räumlichkeiten gemäß Errichtungsurkunde von 1205 bis 1208 unter Erzbischof Bruno IV. von Sayn.
Es umfasste zwei erkennbar getrennte Häuser, die lediglich durch die in der gemeinschaftlichen Mittelmauer angebrachten Türen in Verbindung standen. Das kleinere, nordwärts dem Domhof zugewandte Gebäude hatte außer dem Erdgeschoss nur eine Etage, worin der Erbvogt seine Sitzungen abhielt. Das Gebäude mit dem Hachttor im östlichen Teil belegten der Hachtmeister und die Gefangenen. Die Hacht war wohl ein düsterer Bau, mit Halseisen und Handfesseln ausgestattet. Das Gebäude bestand aus dem „Hachtgericht“ und dem eigentlichen Hachtgefängnis. Das westliche Nachbarhaus der Hacht war der zuvor 1164 erbaute Erzbischöfliche Palast, östlich grenzte die Drachenpforte „porta draconis“ an. In Richtung Am Hof standen die der Hacht benachbarten Bingerhäuser, die bereits 1382 als erzbischöfliches Lehen bezeugt sind. Später stand der „Kamp(f)hof“ in der Nähe der Hacht. Die Kölner Stadtansicht von 1531 des Anton Woensam zeigt die südliche Rückseite des erzbischöflichen Palastes. Arnold Mercators Kölner Stadtansicht von 1570 zeigt deutlich die Gebäudeanordnung von der Drachenpforte („Draken pforts“) über den erzbischöflichen Palast bis zur Hachpforte.
Adolf von Neuenahr ließ 1573 sein Wappen mit der Umschrift „Adolff Graf zo Newenahr en Limburg, Erbvogt des Hohen Stiffts Colln, Herr zo Alpen en Hackenbroch, Helpenstein, Erbherr zo Linep“ an der Hacht auf dem Domhof anschlagen. Dieses gräflich neuenahrsche Wappen an dem Gebäude wurde erst 1708 endgültig abgenommen.

## Erbvogteilicher Hof neben der Hacht
Im Jahre 1263 wurde ein Gebäude am Laurenzplatz als Vogtshof der Kölner Erbvögte erwähnt, 1307 war es nicht mehr in ihrem Besitz; das Anwesen wurde später Hof zur Stesse genannt. Urkundlich ist belegt, dass der Edelvogt Gumprecht I. von Heppendorf-Alpen († 1379/80) ein Anwesen im Hachtbezirk innehatte, von dem einzelne Wohnungen an verschiedene „Hausgenossen“ vermietet wurden.
Im Jahre 1442 erwarb der Erbvogt  Gumprecht (II.) IV. von Neuenahr († 1484) von der Stadt Köln den 1404 abgebrannten „Saal“ (palatio; Stadtschloss) auf dem Domhof neben der „Hacht“ (dem Gefängnis). Vermutlich ist dieses Gebäude später zusammen mit dem gegenüber liegenden Linneper Hof verwaltet worden, als beide den Grafen von Neuenahr gehörten.

## Eines von vielen Gerichten
An Gerichten mangelte es in der freien Reichsstadt Köln nicht. Es gab ein Appellationsgericht, ein Bürgermeister-Gericht, ein Rats- und Amtsgericht, ein Turmgericht, ein Gewaltgericht, ein Fiskalgericht, das Unterla(h)n-Gericht, die Weinschule und das Hachtgericht. Es war eines von den fünf kleineren oder so genannten Flügelsgerichten in Köln. Flügelsgerichte waren ursprünglich Nebengerichte von geringer Bedeutung. Zu den Flügelsgerichten gehörten außerdem der Eichelstein (Eigelstein), Weiherstraße, Gerconis (St. Gereon) und Severini (St. Severin).

## Zuständigkeit
Die Rechtsprechung des Hachtgerichts beruhte auf den gerichtlichen Befugnissen, die der Erzbischof seinem Vogt über die Ministerialen (unfreie Dienstleute) übertragen hatte. Im Hachtgericht wurden Frauen als Hexen angeklagt und gefoltert. Das Hachtgericht verhandelte alle Straftaten, vom Diebstahl bis zu Kapitalverbrechen, nur das Urteil über Blutschuld blieb dem Erzbischof vorbehalten. Es bestand aus einem Präses und zwei Schöffen. Ein Hächter gelobte gemäß Eid, dass er „die gefangenen misstätigen und arrestierten Personen besten Vermögens zu bewachen, dasjenige, so den Armen in die Hacht gegeben wird, getreulich einzubringen…“ Gefangene blieben hier lebenslang oder warteten auf ihre Todesstrafe, falls sie nicht begnadigt wurden.
Das Hinrichtungszeremoniell sah zunächst die Vorführung des Straftäters am Domhof vor dem erzbischöflichen Palast vor. Für Gefangene mit verhängter Todesstrafe läutete nach ihrer Einlieferung in die Hacht die Sterbeglocke, sobald sie ihre Todesstrafe antraten. Der mehrfache Bürgermeister Johann von Berchem steht exemplarisch für die Prozedur der Todesstrafe. Nachdem sein Geständnis durch Folter im Flachskaufhaus am Alten Markt erzwungen worden war, verhängte man gegen ihn die Todesstrafe und verbrachte ihn zum Hachtgefängnis. Am nächsten Tag brachte man ihn zum „blauen Stein“, an den ihn der Henker dreimal stieß. Von dort aus transportierte man ihn zum Heumarkt, wo er am 11. Januar 1513 geköpft wurde. Im Rahmen des Kölner Weberaufstandes gaben sich die Weber mit der Hinrichtung des Schöffen Rutger Hirzelin vom Grin am 20. Mai 1369 nicht zufrieden, sondern verlangten die Hinrichtung eines in der Hacht wegen Straßenraubs eingesperrten Mannes, dessen Prozess den Webern zu lange dauerte. Als die Weber drohten, die Hacht zu stürmen, gaben die Schöffen den Delinquenten in den Pfingsttagen des Jahres 1369 heraus, und die Weber köpften ihn ohne Urteil.

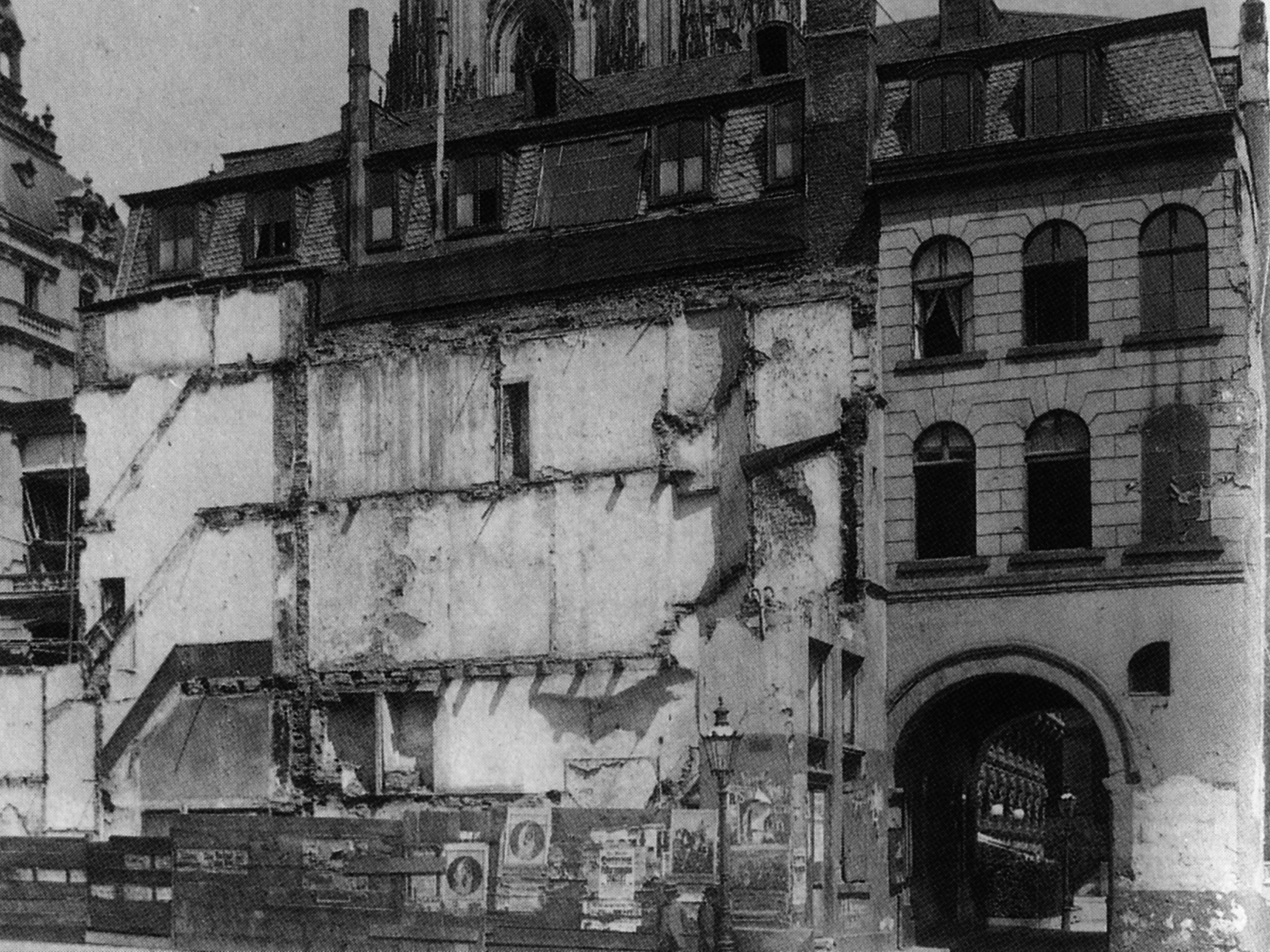
Hacht – Abriss 1893

Wem nicht die Todesstrafe drohte, musste von der Hacht beginnend einen hölzernen Mantel („Huick“) bis zu einem Backhaus namens „Backhaus Schmitz“ auf der Severinstraße tragen. Hier angekommen war die Strafe überstanden, wonach die Delinquenten entweder aus der Stadt geführt oder ins Bonner Spinnhaus gebracht wurden. Bis heute bezeugt das kölsche Sprichwort „Du bes noch nit lans Schmitz-Backes vorbei“ (Du bist noch nicht am Schmitz-Backes vorbei) davon, dass sich jemand noch nicht außer aller Gefahr befindet.

## Schicksal des Gebäudes
Das Hachtgericht lag innerhalb eines eigenen Schreinsbezirks Hacht. Der Hachtschrein wies 138 Häuser, Hofstätten und Gaddemen auf. Die Hacht brannte 1404 ab, ihr Grundstück wurde im Jahre 1809 verkauft; ein Neubau entstand hierauf 1820. In diesem befand sich zeitweilig das Hotel Francfort, bis das heruntergekommene Gebäude im August 1893 abgerissen wurde, zumal es den freien Blick auf den Dom versperrte. Das andere Nachbargebäude, das ehemalige Hospital und Armenhaus Heiliggeisthaus wurde bereits um 1845 niedergelegt. An dieser Stelle (Domhof 9) befindet sich heute das Dom-Hotel.